# Вараце
Вара̀це (на италиански: Varazze; на лигурски: Väze, Вазе) е пристанищен град и община в Северна Италия, провинция Савона, регион Лигурия. Разположен е на брега на Лигурско море, на лигурското Западно крайбрежие. Населението на общината е 13 467 души (към 2011 г.).